# 水橋みく
水橋 みく（みずはし みく、1985年12月13日 - ）は、日本の元AV女優、元ストリッパー。

## 略歴
大阪府出身。2004年5月15日、『大阪アイドルデビュー。』でAVデビュー。同年8月16日、新宿ニューアートでストリッパーとしてデビュー。
ストリッパーとしては一時休業をはさみ、2005年5月1日に川崎ロック座で復帰。以来、各地の劇場で活躍を続けていた。浅草ロック座所属。
2006年12月11日に自身のブログにて、当日から公演開始の川崎ロック座のステージ後に引退することを表明。その表明通り、公演最終日の12月20日をもって引退した。

## 人物
チャームポイントは目、えくぼ、へそ、ネイル、ドジなところ。
趣味は読書（特に入浴中）、買物、PCいじり。特技は料理、文章を書くこと。
好きなものは、飲み物では水、お茶、「カロリーゼロのこんにゃくゼリープルジュレ」などの飲むゼリー系、スターバックスのフラペチーノ、ユンケル。花はヒマワリとポインセチア。色はパステルピンク、白。
コレクションは、いい匂いのもの（入浴剤、ボディソープ、アロマオイルなど）、アミノバイタル・カロリーカット系のサプリメント、癒しグッズ。

## 主な出演作品

### アダルトビデオ
撮りおろし作品
2004年
- 大阪アイドルデビュー。（5月15日、MOODYZ）※デビュー作
- ロリータ羞恥 お兄ちゃん恥ずかしいょ（6月15日、MOODYZ）
- ドリームウーマン DREAM WOMAN VOL.36（8月1日、MOODYZ）
- みくの決心（9月3日、プレステージ）
- 120% 水橋みく（9月17日、グラスワンソフトウェア）
- ★美少女ヒロイン★ コスプレンジャー（12月4日、アイエナジー）他出演:天野♥こころ、秋月杏奈（紅音ほたる）、白鳥さくら、桜木れいあ
- 女子校生 女のイジメ 中出し20連発（12月16日、アイエナジー）

2005年
- Hな女子校生の課外授業（2月4日、アイエナジー）他出演:深海あかり、宮下杏菜、筒見友、白鳥さくら、紅音ほたる
- ご奉仕ナース 乱れ飛ぶ愛液ふしだらな診察（2月11日、桃太郎映像出版）
- B☆JEAN（117）（3月4日、桃太郎映像出版）
- 女教師（4月22日、桃太郎映像出版）
- 淫・崩壊（5月20日、桃太郎映像出版）
- 彼女の居場所はどこ? 濡れ濡れ大捜査線（5月20日、グラスワンソフトウェア）…共演:仲川舞 ほか
- コスプレックス（31）（6月3日、桃太郎映像出版）
- ミクGAイクッ!（7月15日、桃太郎映像出版）
- 浪速ッ娘純情（8月5日、桃太郎映像出版）
- みくGAイクッ! 大阪人情編（9月2日、桃太郎映像出版）
- MISTAKEを探せ! 大人のトレーニング天国と地獄 Hなご褒美見ちゃいましょ（9月22日、グラスワンソフトウェア）共演:白鳥あきら、宝来みゆき ほか
- レズビアンラプソディ（10月20日、桃太郎映像出版）…共演:遠野春希 他出演:ミュウ、ナンシー
- みくチャンのぷるぷるブルマー（10月20日、桃太郎映像出版）
- ウチ☆コイ（11月3日、桃太郎映像出版）
- 中出しスペシャル（12月15日、桃太郎映像出版）

2006年
- あなるエクスタシー（1月2日、桃太郎映像出版）※引退作
- 制服カメラ [みく18歳]（11月5日、ドリームチケット）

総集編
- フェラチオBEST 6（2005年6月1日、MOODYZ）
- 単体女優のオナニーコレクション（2005年7月1日、MOODYZ）
- 桃太郎自慢の天使☆ロリフェイス（2005年11月3日、桃太郎映像出版）